# 2018年のNFLドラフト
2018年のNFLドラフトは83回目のNFLドラフト。2018年4月26日から4月28日までの3日間テキサス州アーリントンで開催された。NFL32チームから合計256名の選手が指名された。2017年のレギュラーシーズンの成績及びプレーオフの成績に基づき、完全ウェーバー制でクリーブランド・ブラウンズが最初の指名権を得て、オクラホマ大学のベイカー・メイフィールドを全体1位で指名した。
会場のAT&Tスタジアムはダラス・カウボーイズの本拠地であり、このドラフト会議はNFLのスタジアムで開催された史上初のものであった。また、テキサス州で開催される初のドラフト会議でもあった。

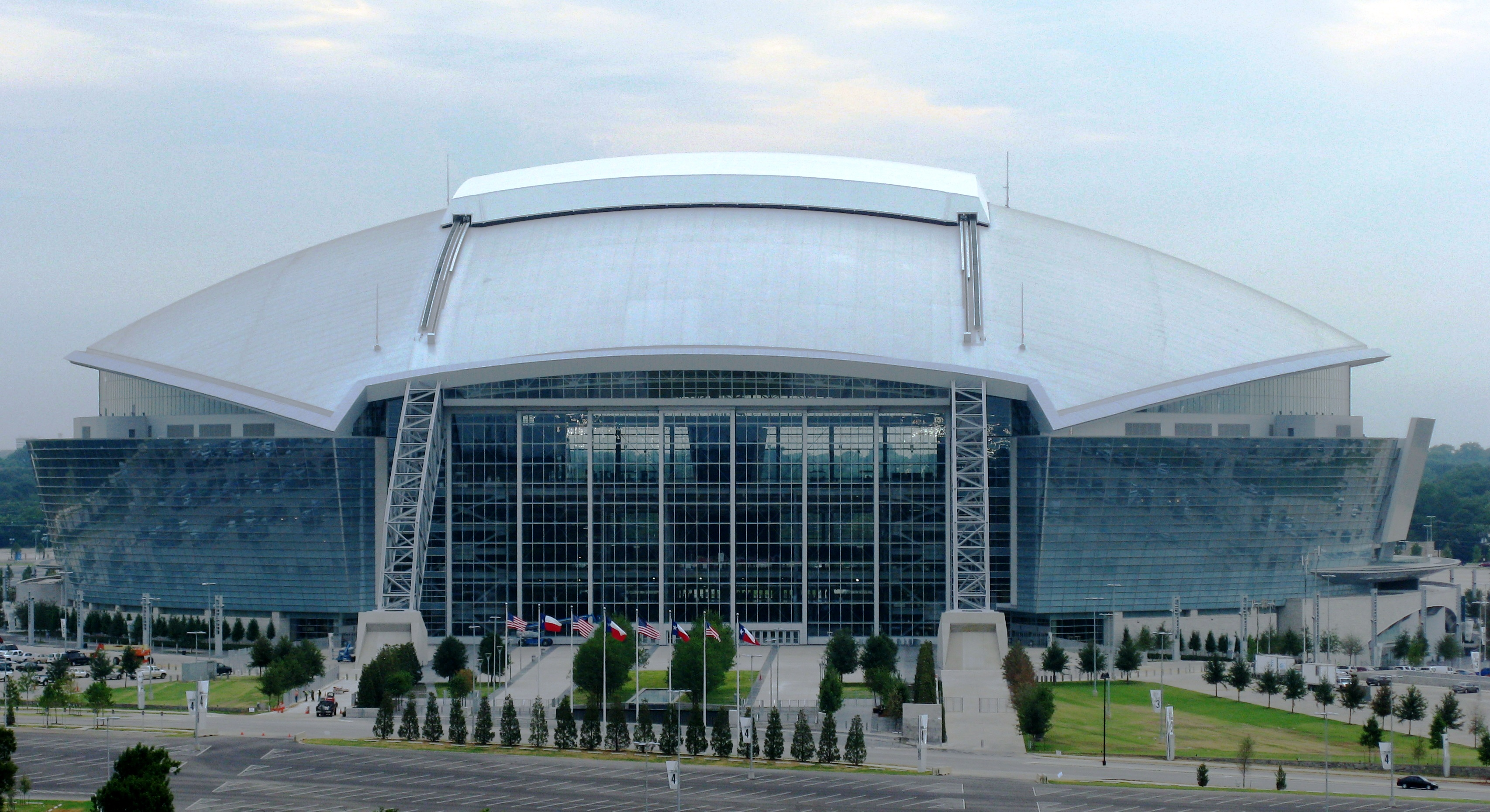
会場となったAT&Tスタジアム

## 指名選手
指名された256人のポジションごとの人数は次のとおりである。
- 39 ラインバッカー
- 33 ワイドレシーバー
- 29 コーナーバック
- 23 ディフェンシブエンド
- 21 オフェンシブタックル
- 20 ランニングバック
- 20 ディフェンシブタックル
- 18 セイフティ
- 14 タイトエンド
- 13 クォーターバック
- 9 オフェンシブガード
- 8 センター
- 4 パンター
- 2 プレースキッカー
- 2 フルバック
- 1 ロングスナッパー

指名順位の数字の後の*は、FAで失った選手に対して自動的に計算し与えられる32の補償ドラフトを示す。

### 1巡指名選手
| 指名順位 | チーム                             | 選手名                     | ポジション | 出身大学                 |
| 1        | クリーブランド・ブラウンズ         | ベイカー・メイフィールド   | QB         | オクラホマ大学           |
| 2        | ニューヨーク・ジャイアンツ         | セイクワン・バークリー     | RB         | ペンシルベニア州立大学   |
| 3        | ニューヨーク・ジェッツ             | サム・ダーノルド           | QB         | USC                      |
| 4        | クリーブランド・ブラウンズ         | デンゼル・ウォード         | CB         | オハイオ州立大学         |
| 5        | デンバー・ブロンコス               | ブラッドリー・チャブ       | LB         | ノースカロライナ州立大学 |
| 6        | インディアナポリス・コルツ         | クエントン・ネルソン       | OG         | ノートルダム大学         |
| 7        | バッファロー・ビルズ               | ジョシュ・アレン           | QB         | ワイオミング大学         |
| 8        | シカゴ・ベアーズ                   | ロークワン・スミス         | LB         | ジョージア大学           |
| 9        | サンフランシスコ・49ers            | マイク・マグリンチー       | OT         | ノートルダム大学         |
| 10       | アリゾナ・カーディナルズ           | ジョシュ・ローゼン         | QB         | UCLA                     |
| 11       | マイアミ・ドルフィンズ             | ミンカ・フィッツパトリック | S          | アラバマ大学             |
| 12       | タンパベイ・バッカニアーズ         | ビータ・ベア               | DT         | ワシントン大学           |
| 13       | ワシントン・レッドスキンズ         | ダロン・ペイン             | DT         | アラバマ大学             |
| 14       | ニューオーリンズ・セインツ         | マーカス・ダベンポート     | DE         | UTSA                     |
| 15       | ラスベガス・レイダース             | コルトン・ミラー           | OT         | UCLA                     |
| 16       | バッファロー・ビルズ               | トレメイン・エドマンズ     | LB         | バージニア工科大学       |
| 17       | ロサンゼルス・チャージャーズ       | ダーウィン・ジェームズ     | S          | フロリダ州立大学         |
| 18       | グリーンベイ・パッカーズ           | ジャイア・アレクサンダー   | CB         | ルイビル大学             |
| 19       | ダラス・カウボーイズ               | レイトン・バンダー・エシュ | LB         | ボイシ州立大学           |
| 20       | デトロイト・ライオンズ             | フランク・ラグナウ         | C          | アーカンソー大学         |
| 21       | シンシナティ・ベンガルズ           | ビリー・プライス           | C          | オハイオ州立大学         |
| 22       | テネシー・タイタンズ               | ラシャーン・エバンズ       | LB         | アラバマ大学             |
| 23       | ニューイングランド・ペイトリオッツ | アイゼイア・ウィン         | OT         | ジョージア大学           |
| 24       | カロライナ・パンサーズ             | D・J・ムーア               | WR         | メリーランド大学         |
| 25       | ボルチモア・レイブンズ             | ヘイデン・ハースト         | TE         | サウスカロライナ大学     |
| 26       | アトランタ・ファルコンズ           | カルビン・リドリー         | WR         | アラバマ大学             |
| 27       | シアトル・シーホークス             | ラシャード・ペニー         | RB         | サンディエゴ州立大学     |
| 28       | ピッツバーグ・スティーラーズ       | テレル・エドマンズ         | S          | バージニア工科大学       |
| 29       | ジャクソンビル・ジャガーズ         | テイベン・ブライアン       | DT         | フロリダ大学             |
| 30       | ミネソタ・バイキングス             | マイク・ヒューズ           | CB         | UCF                      |
| 31       | ニューイングランド・ペイトリオッツ | ソニー・ミシェル           | RB         | ジョージア大学           |
| 32       | ボルチモア・レイブンズ             | ラマー・ジャクソン         | QB         | ルイビル大学             |

### 2巡指名選手
| 指名順位 | チーム                                 | 選手名                   | ポジション | 出身大学                 |
| 33       | クリーブランド・ブラウンズ             | オースティン・コルベット | OT         | ネバダ大学               |
| 34       | ニューヨーク・ジャイアンツ             | ウィル・ヘルナンデス     | OG         | テキサス大学エルパソ校   |
| 35       | クリーブランド・ブラウンズ             | ニック・チャブ           | RB         | ジョージア大学           |
| 36       | インディアナポリス・コルツ             | シャキール・レナード     | LB         | サウスカロライナ州立大学 |
| 37       | インディアナポリス・コルツ             | ブラデン・スミス         | OG         | オーバーン大学           |
| 38       | タンパベイ・バッカニアーズ             | ロナルド・ジョーンズ2世  | RB         | USC                      |
| 39       | シカゴ・ベアーズ                       | ジェームズ・ダニエルズ   | C          | アイオワ大学             |
| 40       | デンバー・ブロンコス                   | コートランド・サットン   | WR         | 南メソジスト大学         |
| 41       | テネシー・タイタンズ                   | ハロルド・ランドリー     | LB         | ボストンカレッジ         |
| 42       | マイアミ・ドルフィンズ                 | マイク・ゲシキ           | TE         | ペンシルベニア州立大学   |
| 43       | デトロイト・ライオンズ                 | ケリオン・ジョンソン     | RB         | オーバーン大学           |
| 44       | サンフランシスコ・フォーティナイナーズ | ダンテ・ペティス         | WR         | ワシントン大学           |
| 45       | グリーンベイ・パッカーズ               | ジョシュ・ジャクソン     | CB         | アイオワ大学             |
| 46       | カンザスシティ・チーフス               | ブリーランド・スピークス | DE         | ミシシッピ大学           |
| 47       | アリゾナ・カージナルス                 | クリスチャン・カーク     | WR         | テキサスA&M大学          |
| 48       | ロサンゼルス・チャージャーズ           | ウチェナ・ヌウォス       | LB         | USC                      |
| 49       | フィラデルフィア・イーグルス           | ダラス・ゴーダート       | TE         | サウスダコタ州立大学     |
| 50       | ダラス・カウボーイズ                   | コナー・ウィリアムス     | OG         | テキサス大学             |
| 51       | シカゴ・ベアーズ                       | アンソニー・ミラー       | WR         | メンフィス大学           |
| 52       | インディアナポリス・コルツ             | ケモコ・トウレイ         | DE         | ラトガース大学           |
| 53       | タンパベイ・バッカニアーズ             | M・J・スチュワート       | CB         | ノースカロライナ大学     |
| 54       | シンシナティ・ベンガルズ               | ジェシー・ベイツ         | S          | ウェイクフォレスト大学   |
| 55       | カロライナ・パンサーズ                 | ドンテ・ジャクソン       | CB         | ルイジアナ州立大学       |
| 56       | ニューイングランド・ペイトリオッツ     | デューク・ジョンソン     | CB         | フロリダ大学             |
| 57       | オークランド・レイダース               | P・J・ホール             | DT         | サムヒューストン州立大学 |
| 58       | アトランタ・ファルコンズ               | アイザイア・オリバー     | CB         | コロラド大学             |
| 59       | ワシントン・レッドスキンズ             | デリウス・ガイス         | RB         | ルイジアナ州立大学       |
| 60       | ピッツバーグ・スティーラーズ           | ジェームズ・ワシントン   | WR         | オクラホマ州立大学       |
| 61       | ジャクソンビル・ジャガーズ             | D・J・チャーク           | WR         | ルイジアナ州立大学       |
| 62       | ミネソタ・バイキングス                 | ブライアン・オニール     | OT         | ピッツバーグ大学         |
| 63       | タンパベイ・バッカニアーズ             | カールトン・デービス     | CB         | オーバーン大学           |
| 64       | インディアナポリス・コルツ             | タイクアン・ルイス       | DE         | オハイオ州立大学         |

### 3巡指名選手
| 指名順位 | チーム                                 | 選手名                         | ポジション | 出身大学                 |
| 65       | オークランド・レイダース               | ブランドン・パーカー           | OT         | ノースカロライナA&T大学  |
| 66       | ニューヨーク・ジャイアンツ             | ロレンゾ・カーター             | LB         | ジョージア大学           |
| 67       | クリーブランド・ブラウンズ             | チャド・トーマス               | DE         | マイアミ大学             |
| 68       | ヒューストン・テキサンズ               | ジャスティン・リード           | S          | スタンフォード大学       |
| 69       | ニューヨーク・ジャイアンツ             | B・J・ヒル                     | DT         | ノースカロライナ州立大学 |
| 70       | サンフランシスコ・フォーティナイナーズ | フレッド・ワーナー             | LB         | ブリガムヤング大学       |
| 71       | デンバー・ブロンコス                   | ロイス・フリーマン             | RB         | オレゴン大学             |
| 72       | ニューヨーク・ジェッツ                 | ネイサン・シェパード           | DT         | フォートヘイズ州立大学   |
| 73       | マイアミ・ドルフィンズ                 | ジェローム・ベイカー           | LB         | オハイオ州立大学         |
| 74       | ワシントン・レッドスキンズ             | ジェロン・クリスチャン         | OT         | ルイビル大学             |
| 75       | カンザスシティ・チーフス               | デリック・ナディ               | DT         | フロリダ州立大学         |
| 76       | ピッツバーグ・スティーラーズ           | メイソン・ルドルフ             | QB         | オクラホマ州立大学       |
| 77       | シンシナティ・ベンガルズ               | サム・ハバード                 | DE         | オハイオ州立大学         |
| 78       | シンシナティ・ベンガルズ               | マリク・ジェファーソン         | LB         | テキサス大学             |
| 79       | シアトル・シーホークス                 | ラシーム・グリーン             | DE         | USC                      |
| 80       | ヒューストン・テキサンズ               | マーティナス・ランキン         | OT         | ミシシッピ州立大学       |
| 81       | ダラス・カウボーイズ                   | マイケル・ギャラップ           | WR         | コロラド州立大学         |
| 82       | デトロイト・ライオンズ                 | トレイシー・ウォーカー         | S          | ルイジアナ大学           |
| 83       | ボルチモア・レイブンズ                 | オーランド・ブラウン・ジュニア | OT         | オクラホマ大学           |
| 84       | ロサンゼルス・チャージャーズ           | ジャスティン・ジョーンズ       | DT         | ノースカロライナ州立大学 |
| 85       | カロライナ・パンサーズ                 | ラシャーン・ゴールデン         | CB         | テネシー大学             |
| 86       | ボルチモア・レイブンズ                 | マーク・アンドリュース         | TE         | オクラホマ大学           |
| 87       | オークランド・レイダース               | アーデン・キー                 | DE         | ルイジアナ州立大学       |
| 88       | グリーンベイ・パッカーズ               | オレン・バークス               | LB         | ヴァンダービルト大学     |
| 89       | ロサンゼルス・ラムズ                   | ジョセフ・ノートブーム         | OT         | テキサスクリスチャン大学 |
| 90       | アトランタ・ファルコンズ               | デッドリン・セナット           | DT         | 南フロリダ大学           |
| 91       | ニューオーリンズ・セインツ             | トレクアン・スミス             | WR         | セントラルフロリダ大学   |
| 92       | ピッツバーグ・スティーラーズ           | チュクマ・オコラフォー         | OT         | 西ミシガン大学           |
| 93       | ジャクソンビル・ジャガーズ             | ロニー・ハリソン               | S          | アラバマ大学             |
| 94       | タンパベイ・バッカニアーズ             | アレックス・カッパ             | OT         | フンボルト州立大学       |
| 95       | サンフランシスコ・フォーティナイナーズ | タバリアス・ムーア             | S          | 南ミシシッピ大学         |
| 96       | バッファロー・ビルズ                   | ハリソン・フィリップス         | DT         | スタンフォード大学       |
| 97*      | アリゾナ・カージナルス                 | メイソン・コール               | C          | ミシガン大学             |
| 98*      | ヒューストン・テキサンズ               | ジョーダン・エイキンス         | TE         | セントラルフロリダ大学   |
| 99*      | デンバー・ブロンコス                   | アイザック・イアドム           | CB         | ボストンカレッジ         |
| 100*     | カンザスシティ・チーフス               | ドリアン・オダニエル           | LB         | クレムゾン大学           |

### 4巡指名選手
| 指名順位 | チーム                                 | 選手名                           | ポジション | 出身大学                              |
| 101      | カロライナ・パンサーズ                 | イアン・トーマス                 | TE         | インディアナ大学                      |
| 102      | ミネソタ・バイキングス                 | ジェイリン・ホームズ             | DE         | オハイオ州立大学                      |
| 103      | ヒューストン・テキサンズ               | キキ・キューティー               | WR         | テキサス工科大学                      |
| 104      | インディアナポリス・コルツ             | ナイヒーム・ハインズ             | RB         | ノースカロライナ州立大学              |
| 105      | クリーブランド・ブラウンズ             | アントニオ・キャラウェイ         | WR         | フロリダ大学                          |
| 106      | デンバー・ブロンコス                   | ジョシー・ジュエル               | LB         | アイオワ大学                          |
| 107      | ニューヨーク・ジェッツ                 | クリス・ハーンドン               | TE         | マイアミ大学                          |
| 108      | ニューヨーク・ジャイアンツ             | カイル・ローレッタ               | QB         | リッチモンド大学                      |
| 109      | ワシントン・レッドスキンズ             | トロイ・アプキー                 | S          | ペンシルベニア州立大学                |
| 110      | オークランド・レイダース               | ニック・ネルソン                 | CB         | ウィスコンシン大学                    |
| 111      | ロサンゼルス・ラムズ                   | ブライアン・アレン               | C          | ミシガン州立大学                      |
| 112      | シンシナティ・ベンガルズ               | マーク・ウォルトン               | RB         | マイアミ大学                          |
| 113      | デンバー・ブロンコス                   | デイショーン・ハミルトン         | WR         | ペンシルベニア州立大学                |
| 114      | デトロイト・ライオンズ                 | ダショーン・ハンド               | DE         | アラバマ大学                          |
| 115      | シカゴ・ベアーズ                       | ジョエル・イーヤイブーニーウェイ | LB         | 西ケンタッキー大学                    |
| 116      | ダラス・カウボーイズ                   | ドランス・アームストロング       | DE         | カンザス大学                          |
| 117      | タンパベイ・バッカニアーズ             | ジョーダン・ホワイトヘッド       | S          | ピッツバーグ大学                      |
| 118      | ボルチモア・レイブンズ                 | アンソニー・エイベレット         | CB         | アラバマ大学                          |
| 119      | ロサンゼルス・チャージャーズ           | カイジーア・ホワイト             | S          | ウェストバージニア大学                |
| 120      | シアトル・シーホークス                 | ウィル・ディスリー               | TE         | ワシントン大学                        |
| 121      | バッファロー・ビルズ                   | タロン・ジョンソン               | CB         | ウィーバー州立大学                    |
| 122      | ボルチモア・レイブンズ                 | ケニー・ヤング                   | LB         | UCLA                                  |
| 123      | マイアミ・ドルフィンズ                 | ダーラム・スマイス               | TE         | ノートルダム大学                      |
| 124      | カンザスシティ・チーフス               | アーマニ・ワッツ                 | S          | テキサスA&M大学                       |
| 125      | フィラデルフィア・イーグルス           | アボンテ・マダックス             | CB         | ピッツバーグ大学                      |
| 126      | アトランタ・ファルコンズ               | イトー・スミス                   | RB         | 南ミシシッピ大学                      |
| 127      | ニューオーリンズ・セインツ             | リック・レナード                 | OT         | フロリダ州立大学                      |
| 128      | サンフランシスコ・フォーティナイナーズ | ケンタビアス・ストリート         | DE         | ノースカロライナ州立大学              |
| 129      | ジャクソンビル・ジャガーズ             | ウィル・リチャードソン           | OT         | ノースカロライナ州立大学              |
| 130      | フィラデルフィア・イーグルス           | ジョシュ・スウェット             | DE         | フロリダ州立大学                      |
| 131      | マイアミ・ドルフィンズ                 | ケイレン・バラージ               | RB         | アリゾナ州立大学                      |
| 132      | ボルチモア・レイブンズ                 | ジャリール・スコット             | WR         | ニューメキシコ州立大学                |
| 133*     | グリーンベイ・パッカーズ               | ジェイモン・ムーア               | WR         | ミズーリ大学                          |
| 134*     | アリゾナ・カージナルス                 | チェイス・エドモンズ             | RB         | フォーダム大学                        |
| 135*     | ロサンゼルス・ラムズ                   | ジョン・ブランクリン＝マイヤーズ | DE         | スティーブン・F・オースティン州立大学 |
| 136*     | カロライナ・パンサーズ                 | マーキス・ヘインズ               | DE         | ミシシッピ大学                        |
| 137*     | ダラス・カウボーイズ                   | ダルトン・シュルッツ             | TE         | スタンフォード大学                    |

### 5巡指名選手
| 指名順位 | チーム                                 | 選手名                             | ポジション | 出身大学                 |
| 138      | グリーンベイ・パッカーズ               | コール・マディソン                 | OG         | ワシントン州立大学       |
| 139      | ニューヨーク・ジャイアンツ             | R・J・マキントッシュ               | DT         | マイアミ大学             |
| 140      | オークランド・レイダース               | モーリス・ハースト                 | DT         | ミシガン大学             |
| 141      | シアトル・シーホークス                 | シャキーム・グリフィン             | LB         | セントラルフロリダ大学   |
| 142      | サンフランシスコ・フォーティナイナーズ | D・J・リード                       | CB         | カンザス州立大学         |
| 143      | ニューイングランド・ペイトリオッツ     | ジャワーン・ベントリー             | LB         | パデュー大学             |
| 144      | タンパベイ・バッカニアーズ             | ジャスティン・ワトソン             | WR         | ペンシルベニア大学       |
| 145      | シカゴ・ベアーズ                       | バイラル・ニコルズ                 | DT         | デラウェア大学           |
| 146      | シアトル・シーホークス                 | トレ・フラワーズ                   | S          | オクラホマ州立大学       |
| 147      | ロサンゼルス・ラムズ                   | マイカ・カイザー                   | LB         | バージニア大学           |
| 148      | ピッツバーグ・スティーラーズ           | マーカス・アレン                   | S          | ペンシルベニア州立大学   |
| 149      | シアトル・シーホークス                 | マイケル・ディクソン               | P          | テキサス大学             |
| 150      | クリーブランド・ブラウンズ             | ジェナード・エイブリー             | LB         | メンフィス大学           |
| 151      | シンシナティ・ベンガルズ               | ダボンテ・ハリス                   | CB         | イリノイ州立大学         |
| 152      | テネシー・タイタンズ                   | デイン・クルックシャンク           | CB         | アリゾナ大学             |
| 153      | デトロイト・ライオンズ                 | タイレル・クロスビー               | OT         | オレゴン大学             |
| 154      | バッファロー・ビルズ                   | シラン・ニール                     | CB         | ジャクソンビル州立大学   |
| 155      | ロサンゼルス・チャージャーズ           | スコット・クエッセンベリー         | C          | UCLA                     |
| 156      | デンバー・ブロンコス                   | トロイ・フマガリ                   | TE         | ウィスコンシン大学       |
| 157      | ミネソタ・バイキングス                 | タイラー・コンクリン               | TE         | 中央ミシガン大学         |
| 158      | シンシナティ・ベンガルズ               | アンドリュー・ブラウン             | DE         | バージニア大学           |
| 159      | インディアナポリス・コルツ             | ドーリス・ファウンテン             | WR         | 北アイオワ大学           |
| 160      | ロサンゼルス・ラムズ                   | オボニア・オクロンクオ             | LB         | オクラホマ大学           |
| 161      | カロライナ・パンサーズ                 | ジャーメイン・カーター             | LB         | メリーランド大学         |
| 162      | ボルチモア・レイブンズ                 | ジョーダン・ラスリー               | WR         | UCLA                     |
| 163      | ワシントン・レッドスキンズ             | ティム・セトル                     | DT         | バージニア工科大学       |
| 164      | ニューオーリンズ・セインツ             | ネイトレル・ジェマーソン           | S          | ウィスコンシン大学       |
| 165      | ピッツバーグ・スティーラーズ           | ジェイレン・サミュエルズ           | RB         | ノースカロライナ州立大学 |
| 166      | バッファロー・ビルズ                   | ワイアット・テラー                 | OG         | バージニア工科大学       |
| 167      | ミネソタ・バイキングス                 | ダニエル・カールソン               | K          | オーバーン大学           |
| 168      | シアトル・シーホークス                 | ジャマルコ・ジョーンズ             | OT         | オハイオ州立大学         |
| 169      | インディアナポリス・コルツ             | ジョーダン・ウィルキンス           | RB         | ミシシッピ大学           |
| 170      | シンシナティ・ベンガルズ               | ダリアス・フィリップス             | CB         | 西ミシガン大学           |
| 171*     | ダラス・カウボーイズ                   | マイク・ホワイト                   | QB         | 西ケンタッキー大学       |
| 172*     | グリーンベイ・パッカーズ               | J・K・スコット                     | P          | アラバマ大学             |
| 173*     | オークランド・レイダース               | ジョニー・タウンゼント             | P          | フロリダ大学             |
| 174*     | グリーンベイ・パッカーズ               | マルケス・バルデス＝スカントリング | WR         | 南フロリダ大学           |

### 6巡指名選手
| 指名順位 | チーム                                 | 選手名                           | ポジション | 出身大学                   |
| 175      | クリーブランド・ブラウンズ             | ダミオン・ラトリー               | WR         | テキサスA&M大学            |
| 176      | ロサンゼルス・ラムズ                   | ジョン・ケリー                   | RB         | テネシー大学               |
| 177      | ヒューストン・テキサンズ               | デューク・エジオフォー           | DE         | ウェイクフォレスト大学     |
| 178      | ニューイングランド・ペイトリオッツ     | クリスチャン・サム               | LB         | アリゾナ州立大学           |
| 179      | ニューヨーク・ジェッツ                 | パリー・ニッカーソン             | CB         | チューレーン大学           |
| 180      | ニューヨーク・ジェッツ                 | フォルソノ・ファトゥカシ         | DT         | コネティカット大学         |
| 181      | シカゴ・ベアーズ                       | カイリー・フィッツ               | DE         | ユタ大学                   |
| 182      | アリゾナ・カージナルス                 | クリス・キャンベル               | CB         | ペンシルベニア州立大学     |
| 183      | デンバー・ブロンコス                   | サム・ジョーンズ                 | OG         | アリゾナ州立大学           |
| 184      | サンフランシスコ・フォーティナイナーズ | マーセル・ハリス                 | S          | フロリダ大学               |
| 185      | インディアナポリス・コルツ             | ディオン・ケイン                 | WR         | クレムゾン大学             |
| 186      | シアトル・シーホークス                 | ジェイコブ・マーティン           | LB         | テンプル大学               |
| 187      | バッファロー・ビルズ                   | レイ＝レイ・マクラウド           | WR         | クレムゾン大学             |
| 188      | クリーブランド・ブラウンズ             | シミオン・トーマス               | CB         | ルイジアナ大学             |
| 189      | ニューオーリンズ・セインツ             | カムリン・ムーア                 | CB         | ボストンカレッジ           |
| 190      | ボルチモア・レイブンズ                 | デショーン・エリオット           | S          | テキサス大学               |
| 191      | ロサンゼルス・チャージャーズ           | ディラン・キャントレル           | WR         | テキサス工科大学           |
| 192      | ロサンゼルス・ラムズ                   | ジャミール・デンビー             | OT         | メーン大学                 |
| 193      | ダラス・カウボーイズ                   | クリス・コビントン               | LB         | インディアナ大学           |
| 194      | アトランタ・ファルコンズ               | ラッセル・ゲイジ                 | WR         | ルイジアナ州立大学         |
| 195      | ロサンゼルス・ラムズ                   | セバスチャン・ジョセフ＝デイ     | DT         | ラトガース大学             |
| 196      | カンザスシティ・チーフス               | トレモン・スミス                 | CB         | セントラルアーカンソー大学 |
| 197      | ワシントン・レッドスキンズ             | ショーン・ディオン・ハミルトン   | LB         | アラバマ大学               |
| 198      | カンザスシティ・チーフス               | カリル・マッケンジー             | DT         | テネシー大学               |
| 199      | テネシー・タイタンズ                   | ルーク・フォーク                 | QB         | ワシントン州立大学         |
| 200      | アトランタ・ファルコンズ               | フォイ・オロウクン               | S          | イェール大学               |
| 201      | ニューオーリンズ・セインツ             | ボストン・スコット               | RB         | ルイジアナ工科大学         |
| 202      | タンパベイ・バッカニアーズ             | ジャック・シッチー               | LB         | ウィスコンシン大学         |
| 203      | ジャクソンビル・ジャガーズ             | タナー・リー                     | QB         | ネブラスカ大学             |
| 204      | ニューヨーク・ジェッツ                 | トレントン・キャノン             | RB         | バージニア州立大学         |
| 205      | ロサンゼルス・ラムズ                   | トレボン・ヤング                 | DE         | ルイビル大学               |
| 206      | フィラデルフィア・イーグルス           | マット・プライアー               | OT         | テキサスクリスチャン大学   |
| 207*     | グリーンベイ・パッカーズ               | エクアニメアス・セントブラウン   | WR         | ノートルダム大学           |
| 208*     | ダラス・カウボーイズ                   | セドリック・ウィルソン・ジュニア | WR         | ボイシ州立大学             |
| 209*     | マイアミ・ドルフィンズ                 | コーネル・アームストロング       | CB         | 南ミシシッピ大学           |
| 210*     | ニューイングランド・ペイトリオッツ     | ブラクストン・ベリオス           | WR         | マイアミ大学               |
| 211*     | ヒューストン・テキサンズ               | ジョーダン・トーマス             | TE         | ミシシッピ州立大学         |
| 212*     | ボルチモア・レイブンズ                 | グレッグ・セナット               | OT         | ワグナー大学               |
| 213*     | ミネソタ・バイキングス                 | コルビー・ゴセット               | OG         | アパラチアン州立大学       |
| 214*     | ヒューストン・テキサンズ               | ピーター・カランバイ             | LB         | スタンフォード大学         |
| 215*     | ボルチモア・レイブンズ                 | ブラッドリー・ボーズマン         | C          | アラバマ大学               |
| 216*     | オークランド・レイダース               | アジーム・ビクター               | LB         | ワシントン大学             |
| 217*     | デンバー・ブロンコス                   | キーショーン・ビエリア           | LB         | ワシントン大学             |
| 218*     | ミネソタ・バイキングス                 | アデ・アルーナ                   | DE         | チューレーン大学           |

### 7巡指名選手
| 指名順位 | チーム                                 | 選手名                   | ポジション | 出身大学                           |
| 219      | ニューイングランド・ペイトリオッツ     | ダニー・エトリング       | QB         | ルイジアナ州立大学                 |
| 220      | シアトル・シーホークス                 | アレックス・マゴー       | QB         | フロリダ国際大学                   |
| 221      | インディアナポリス・コルツ             | マシュー・アダムス       | LB         | ヒューストン大学                   |
| 222      | ヒューストン・テキサンズ               | ジャーメイン・ケリー     | CB         | サンノゼ州立大学                   |
| 223      | サンフランシスコ・フォーティナイナーズ | ジュリアン・テイラー     | DT         | テンプル大学                       |
| 224      | シカゴ・ベアーズ                       | ジェイボン・ウィムズ     | WR         | ジョージア大学                     |
| 225      | ミネソタ・バイキングス                 | デバンテ・ダウンズ       | LB         | カリフォルニア大学                 |
| 226      | デンバー・ブロンコス                   | デビッド・ウィリアムス   | RB         | アーカンソー大学                   |
| 227      | マイアミ・ドルフィンズ                 | クエンティン・ポリング   | LB         | オハイオ大学                       |
| 228      | オークランド・レイダース               | マーセル・エイトマン     | WR         | オクラホマ州立大学                 |
| 229      | マイアミ・ドルフィンズ                 | ジェイソン・サンダース   | K          | ニューメキシコ大学                 |
| 230      | ジャクソンビル・ジャガーズ             | レオン・ジェイコブス     | LB         | ウィスコンシン大学                 |
| 231      | ロサンゼルス・ラムズ                   | トラビン・ハワード       | LB         | テキサスクリスチャン大学           |
| 232      | グリーンベイ・パッカーズ               | ジェームズ・ルーニー     | DE         | カリフォルニア大学                 |
| 233      | フィラデルフィア・イーグルス           | ジョーダン・メイラタ     | OT         | オーストラリアラグビーリーグの選手 |
| 234      | カロライナ・パンサーズ                 | アンドレ・スミス         | LB         | ノースカロライナ大学               |
| 235      | インディアナポリス・コルツ             | ザイア・フランクリン     | LB         | シラキュース大学                   |
| 236      | ダラス・カウボーイズ                   | ボー・スカーボロー       | RB         | アラバマ大学                       |
| 237      | デトロイト・ライオンズ                 | ニック・ボウデン         | FB         | サンディエゴ州立大学               |
| 238      | ボルチモア・レイブンズ                 | ザック・シーラー         | DE         | フェリス州立大学                   |
| 239      | グリーンベイ・パッカーズ               | ハンター・ブラッドリー   | LS         | ミシシッピ州立大学                 |
| 240      | サンフランシスコ・フォーティナイナーズ | リッチー・ジェームズ     | WR         | ミドルテネシー大学                 |
| 241      | ワシントン・レッドスキンズ             | グレッグ・ストローマン   | CB         | バージニア工科大学                 |
| 242      | カロライナ・パンサーズ                 | ケンドリック・ノートン   | DT         | マイアミ大学                       |
| 243      | ニューイングランド・ペイトリオッツ     | キオン・クロッセン       | CB         | 西カロライナ大学                   |
| 244      | ロサンゼルス・ラムズ                   | ジャスティン・ローラー   | DE         | 南メソジスト大学                   |
| 245      | ニューオーリンズ・セインツ             | ウィル・クラップ         | C          | ルイジアナ州立大学                 |
| 246      | ピッツバーグ・スティーラーズ           | ジョシュア・フレイジャー | DT         | アラバマ大学                       |
| 247      | ジャクソンビル・ジャガーズ             | ローガン・クック         | P          | ミシシッピ州立大学                 |
| 248      | グリーンベイ・パッカーズ               | ケンドール・ドナーソン   | LB         | サウスイースト・ミズーリ州立大学   |
| 249      | シンシナティ・ベンガルズ               | ローガン・ウッドサイド   | QB         | トレド大学                         |
| 250      | ニューイングランド・ペイトリオッツ     | ライアン・イゾー         | TE         | フロリダ州立大学                   |
| 251*     | ロサンゼルス・チャージャーズ           | ジャスティン・ジャクソン | RB         | ノースウェスタン大学               |
| 252*     | シンシナティ・ベンガルズ               | ロッド・テイラー         | OG         | ミシシッピ大学                     |
| 253*     | シンシナティ・ベンガルズ               | オーデン・テイト         | WR         | フロリダ州立大学                   |
| 254*     | アリゾナ・カージナルス                 | コーリー・カニンガム     | OT         | シンシナティ大学                   |
| 255*     | バッファロー・ビルズ                   | オースティン・プロール   | WR         | ノースカロライナ大学               |
| 256*     | ワシントン・レッドスキンズ             | トレイ・クイン           | WR         | 南メソジスト大学                   |

### ドラフト外入団の主な選手
| チーム                                 | 選手名                             | ポジション | 出身大学                     |
| アリゾナ・カージナルス                 | トレント・シャーフィールド         | WR         | ヴァンダービルト大学         |
| アリゾナ・カージナルス                 | エゼキエル・ターナー               | LB         | ワシントン大学               |
| アリゾナ・カージナルス                 | タビエル・トーマス                 | CB         | フェリス州立大学             |
| アトランタ・ファルコンズ               | J・C・ハッセナウアー               | C          | アラバマ大学                 |
| アトランタ・ファルコンズ               | ジェイコブ・トゥイオタイ＝マリナー | DT         | UCLA                         |
| ボルチモア・レイブンズ                 | ダリアス・ウィリアムズ             | CB         | アラバマ大学バーミングハム校 |
| ボルチモア・レイブンズ                 | ガス・エドワーズ                   | RB         | ラトガース大学               |
| ボルチモア・レイブンズ                 | クリス・ボード                     | LB         | ノースダコタ州立大学         |
| バッファロー・ビルズ                   | リーバイ・ウォレス                 | CB         | アラバマ大学                 |
| バッファロー・ビルズ                   | ロバート・フォスター               | WR         | アラバマ大学                 |
| バッファロー・ビルズ                   | アイク・ボットガー                 | OG         | アイオワ大学                 |
| カロライナ・パンサーズ                 | カイル・アレン                     | QB         | ヒューストン大学             |
| クリーブランド・ブラウンズ             | ディアーネスト・ジョンソン         | RB         | 南フロリダ大学               |
| クリーブランド・ブラウンズ             | ドントレル・ヒリャード             | RB         | チューレーン大学             |
| ダラス・カウボーイズ                   | シャーバリアス・ウォード           | CB         | ミドルテネシー州立大学       |
| デンバー・ブロンコス                   | フィリップ・リンゼイ               | RB         | コロラド大学                 |
| デンバー・ブロンコス                   | トレイ・マーシャル                 | S          | フロリダ州立大学             |
| グリーンベイ・パッカーズ               | ティム・ボイル                     | QB         | 東ケンタッキー大学           |
| グリーンベイ・パッカーズ               | タイラー・ランカスター             | NT         | ノースウェスタン大学         |
| グリーンベイ・パッカーズ               | アレックス・ライト                 | T          | リッチモンド大学             |
| ヒューストン・テキサンズ               | ヴィンシント・スミス               | WR         | ライムストーン大学           |
| インディアナポリス・コルツ             | マイケル・バッジリー               | K          | マイアミ大学                 |
| インディアナポリス・コルツ             | ジョージ・オーダム                 | S          | 中央アーカンソー大学         |
| ジャクソンビル・ジャガーズ             | アレン・ラザード                   | WR         | アイオワ州立大学             |
| ジャクソンビル・ジャガーズ             | トレ・ハーンドン                   | CB         | ヴァンダービルト大学         |
| カンザスシティ・チーフス               | ライアン・ハンター                 | OG         | ボーリング・グリーン州立大学 |
| カンザスシティ・チーフス               | ダレル・ウィリアムズ               | RB         | ルイジアナ州立大学           |
| カンザスシティ・チーフス               | ベン・ニーマン                     | LB         | アイオワ大学                 |
| カンザスシティ・チーフス               | バイロン・プリングル               | WR         | カンザス州立大学             |
| ロサンゼルス・チャージャーズ           | ブランドン・フェイシーソン         | CB         | バージニア工科大学           |
| ロサンゼルス・チャージャーズ           | トレント・スコット                 | T          | グランブリング州立大学       |
| ロサンゼルス・ラムズ                   | カダレル・ホッジ                   | WR         | プレイリービューA&M大学      |
| ロサンゼルス・ラムズ                   | スティーブン・パーカー             | S          | オクラホマ大学               |
| マイアミ・ドルフィンズ                 | グレッグ・ジョセフ                 | K          | フロリダアトランティック大学 |
| ミネソタ・バイキングス                 | ホルトン・ヒル                     | CB         | テキサス大学                 |
| ミネソタ・バイキングス                 | マイク・ブーン                     | RB         | シンシナティ大学             |
| ミネソタ・バイキングス                 | チャド・ビービー                   | WR         | 北イリノイ大学               |
| ニューイングランド・ペイトリオッツ     | コーリー・ボホルケス               | P          | ニューメキシコ大学           |
| ニューイングランド・ペイトリオッツ     | ジェイコブ・ジョンソン             | FB         | テネシー大学                 |
| ニューイングランド・ペイトリオッツ     | J・C・ジャクソン                   | CB         | メリーランド大学             |
| ニューオーリンズ・セインツ             | J・T・グレイ                       | S          | ミシシッピ州立大学           |
| ニューヨーク・ジャイアンツ             | ニック・ゲイツ                     | OT         | ネブラスカ大学               |
| ニューヨーク・ジェッツ                 | ジョン・ウォルフォード             | QB         | ウェイクフォレスト大学       |
| ニューヨーク・ジェッツ                 | フランキー・ルブ                   | LB         | ワシントン州立大学           |
| オークランド・レイダース               | ジェイソン・カビンダ               | FB         | ペンシルベニア州立大学       |
| オークランド・レイダース               | エディ・ピネイロ                   | K          | フロリダ大学                 |
| フィラデルフィア・イーグルス           | ジョシュ・アダムズ                 | RB         | ノートルダム大学             |
| フィラデルフィア・イーグルス           | ライアン・ニール                   | S          | サザンイリノイ大学           |
| フィラデルフィア・イーグルス           | チャンドン・サリバン               | CB         | ジョージア州立大学           |
| サンフランシスコ・フォーティナイナーズ | ロス・ドウェリー                   | TE         | サンディエゴ大学             |
| サンフランシスコ・フォーティナイナーズ | ジェフ・ウィルソン                 | RB         | 北テキサス大学               |
| サンフランシスコ・フォーティナイナーズ | エマニュエル・モズリー             | CB         | テネシー大学                 |
| シアトル・シーホークス                 | プーナ・フォード                   | DT         | テキサス大学                 |
| タンパベイ・バッカニアーズ             | ゴッドウィン・イグウェブーケ       | RB         | ノースウェスタン大学         |
| テネシー・タイタンズ                   | ロバート・スピレーン               | LB         | 西ミシガン大学               |
| ワシントン・レッドスキンズ             | ダニー・ジョンソン                 | CB         | サザン大学                   |
| ワシントン・レッドスキンズ             | キャム・シムズ                     | WR         | アラバマ大学                 |